# Herb Połtawy

Herb Połtawy

Herb Połtawy to jeden z symboli ukraińskiego miasta Połtawa.

## Historia
Po raz pierwszy miasto otrzymało herb w Wielkim Księstwie Litewskim, w XV wieku. Herb stanowił srebrną tarczę, na której przedstawiono łuk ze strzałą przebijającą czerwone serce.
W 1803 roku, w czasie panowania Imperium Rosyjskiego, zatwierdzono nowy herb dla miasta jako stolicy guberni połtawskiej.
Pod koniec XIX stulecia został używany herb zaprojektowany przez Bernarda Koehne. W polu złotym była trójkątna kamienna płyta z wizerunkiem złotej żmii pożerającej własny ogon. Za płytą są dwie flagi z symbolami Piotra Wielkiego. Pomiędzy flagami są dwa czerwone skrzyżowane miecze. Tarcza zwieńczona jest srebrną koroną miejską z trzema wieżami. Na prawo i lewo od herbu są dwa złote kłoski złączone pod herbem Taśmą Aleksandrowską.
Zaś nowoczesny herb został zatwierdzony w dniu 3 marca roku 1993 decyzją Rady Miasta Połtawy. Podstawą herbu służy tarcza heraldyczna, zaczerpnięta z pieczęci magistrackiej XVIII wieku. Pole tarczowe jest purpurowe, co symbolizuje godność, hojność, pobożność. Na czterech stronach tarczy łuk otaczają sześcioramienne gwiazdy. Wizerunek ten jest ukoronowany złotym napisem „Połtawa”, wykonanym starosłowiańską odmianą pisma wtedy gdy litera „T” jest przedstawiona w postaci krzyża heraldycznego.

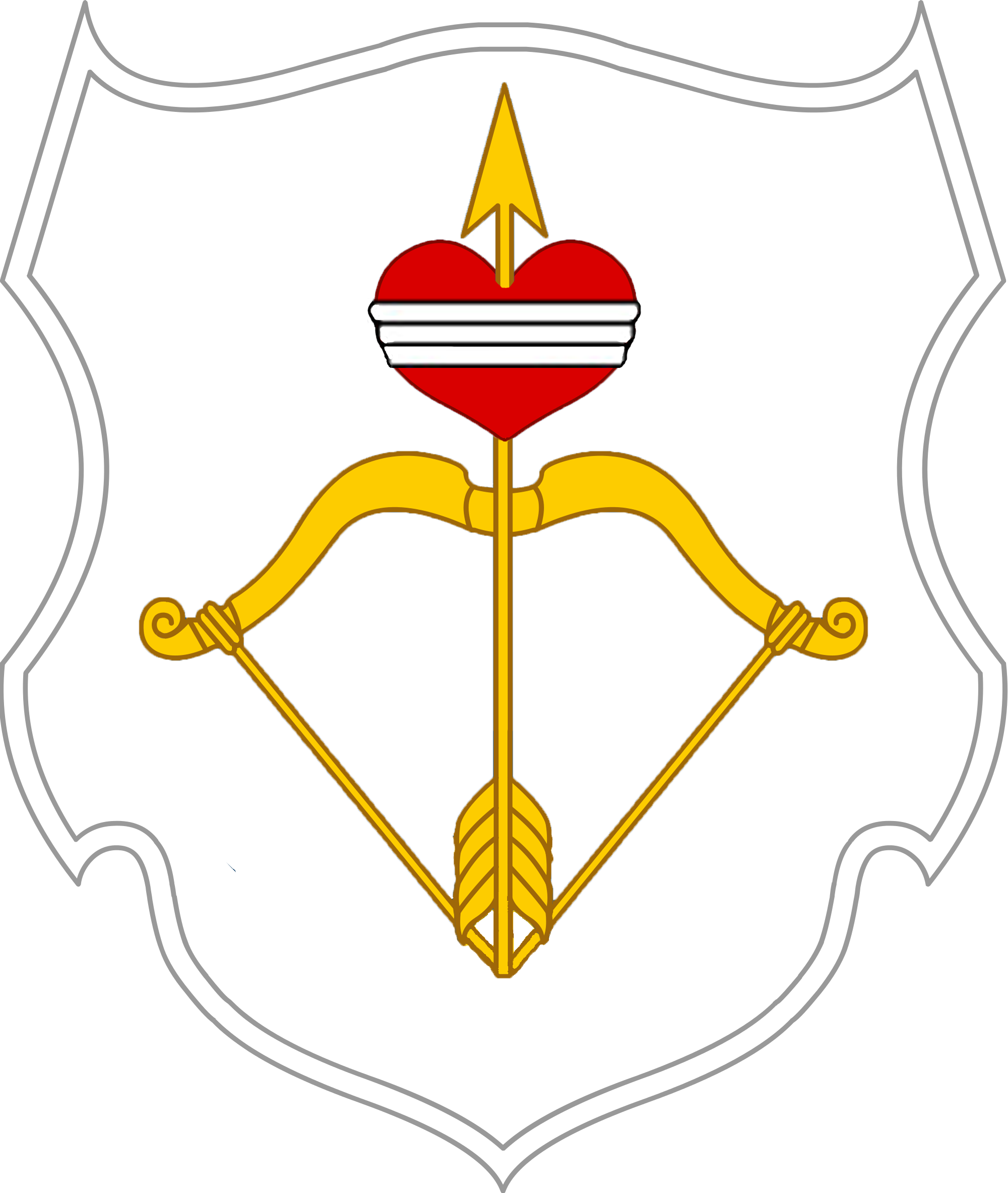
Pierwszy oficjalny herb miasta
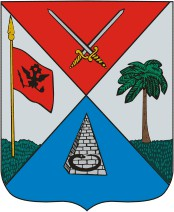
Herb miasta (1803-1878)
Herb miasta (1878-1918)